# Luís Miguel da Veiga
Luís Miguel Pimenta de Aguiar da Veiga (Montemor-o-Novo, Lavre, 30 de Dezembro de 1947) é um cavaleiro tauromáquico português, galardoado com os Prémios Bordalo 1967 e 1970, na categoria "Tauromaquia".

## Biografia
Luís Miguel Pimenta de Aguiar da Veiga nasceu em 30 de Dezembro de 1947, em Lavre, Montemor-o-Novo (distrito de Évora), sendo neto de Simão Luís da Veiga e sobrinho paterno de Simão Luís da Veiga, Jr., ambos prestigiados cavaleiros de alternativa. É bisneto do 1.º Visconde de Amoreira da Torre e tio paterno da cantora Mafalda Veiga.
Em 1966 tomou a alternativa na Monumental do Campo Pequeno, tendo como padrinho David Ribeiro Telles, e atuando ainda os matadores Armando Soares e Amadeu dos Anjos, todos com toiros da ganadaria de David Ribeiro Telles.
Ainda em 1966 protagonizou uma peça de teatro adaptada para a televisão por Herlander Peyroteo, intitulada O Jovem Cavaleiro, na qual também contracenou com Mestre Batista.
Ficaram célebres as corridas em que alternou com o seu rival de arenas José Mestre Baptista, formando com este o cartel mais anunciado e disputado durante 15 anos, o qual trouxe milhares de aficionados para a corrida portuguesa — muitas praças (como a Monumental do Campo Pequeno) esgotavam os seus bilhetes poucas horas depois de anunciarem os cartazes com aquela parelha de cavaleiros.
Em 28 de julho de 2016 voltou a vestir a casaca para fazer as cortesias na noturna que teve lugar no Praça de Touros do Campo Pequeno, precisamente, para homenagear Luís Miguel da Veiga pelos seus 50 anos de alternativa. Nesta corrida atuaram João Moura, Rui Salvador, António Brito Paes, Telles Bastos, Duarte Pinto e Salgueiro da Costa, bem como os grupos de forcados amadores de Montemor e de Évora.

## Distinções
- Prémio Bordalo (1967), ou Prémio da Imprensa, da categoria "Tauromaquia", tendo a Casa da Imprensa em 1968 que também distinguido nesta categoria o matador de toiros Amadeu dos Anjos e Cabo de Grupo de Forcados Joaquim Capoulas.[7]
- Prémio Bordalo (1970), ou Prémio da Imprensa, da categoria "Tauromaquia", ""pela indiscutível qualidade do seu toureio durante a temporada". Nesta ocasição seriam ainda galardoados José Júlio (Matador de Toiros) e o Grupo de Forcados Amadores do Montijo.[7]
- Em 2002 foi galardoado com o Troféu Carreira, da revista Equitação.[8]